# Flugplatz Whalsay

i7
i11
i13
Der Flugplatz Whalsay (IATA-Code: WHS, ICAO-Code: EGEH) ist ein Flugplatz im Dorf Skaw am nördlichen Ende der Insel Whalsay in Shetland, im Norden von Schottland. Er hat nur eine Landebahn aus Kies und darüber hinaus gibt es keine anderen Einrichtungen. Die Landebahn ist nicht vollkommen flach, es gibt einen größeren Buckel ungefähr in der Mitte. Der Flugplatz steht ausschließlich für Charterflüge zur Verfügung. Am nördlichen Ende der Landebahn befindet sich gleich nebenan der Whalsay Golf Club, der 18-Loch-Golfplatz ist der nördlichste Golfplatz in Großbritannien.